# Claude Der'ven
Claude Derrien, dit Claude Der'ven, est un artiste peintre français né en 1948.

## Biographie
Claude Derrien naît à Boulogne-Billancourt le 12 mars 1948.
Il étudie à l'atelier Gustave Corlin à Paris en 1963-1964. En octobre 1964, il est admis à l’École nationale supérieure des Beaux-Arts de Paris, dans l'atelier Brianchon.
Il peint sous le pseudonyme de Claude Der'ven. Proche du Pop Art, sa technique s'apparente aussi au dessin industriel. Les sujets de Der'ven sont banals, comme des éléments de cuisine ou des interrupteurs électriques, mais avec un traitement lyrique.